# Santo Domingo Suchitepéquez
Santo Domingo Suchitepéquez är en kommunhuvudort i Guatemala.   Den ligger i departementet Departamento de Suchitepéquez, i den sydvästra delen av landet, 110 km väster om huvudstaden Guatemala City. Santo Domingo Suchitepéquez ligger 204 meter över havet och antalet invånare är 6 270.
Terrängen runt Santo Domingo Suchitepéquez är huvudsakligen platt, men norrut är den kuperad. Terrängen runt Santo Domingo Suchitepéquez sluttar söderut. Runt Santo Domingo Suchitepéquez är det ganska tätbefolkat, med 160 invånare per kvadratkilometer. Närmaste större samhälle är Mazatenango, 7,8 km norr om Santo Domingo Suchitepéquez. I omgivningarna runt Santo Domingo Suchitepéquez växer huvudsakligen savannskog.